# Jarmuk (rivier)

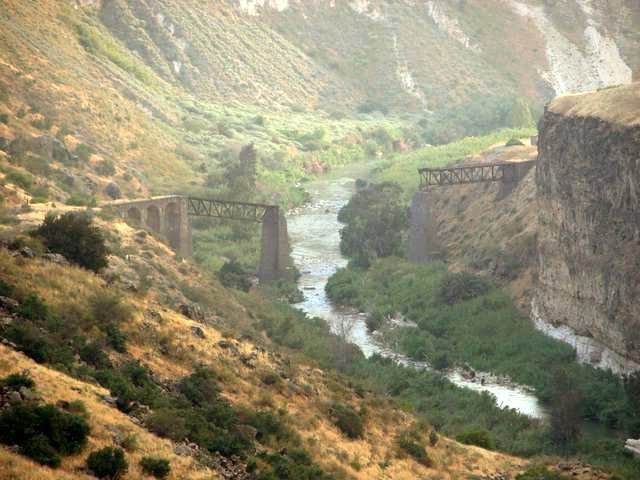
De Jarmuk

De Jarmuk, (Arabisch: اليرموك, Hebreeuws: נהר הירמוך,) is een zijrivier van de Jordaan.
De Jarmuk vormt de grensrivier tussen Syrië en Jordanië en verder stroomafwaarts de grens tussen Israël en Jordanië.
Op 20 augustus 636 vond hier de Slag bij de Jarmuk plaats, waarbij het Arabisch-Islamitische Rijk de Byzantijnen versloeg.
- Gemeinsame Normdatei: 4751420-6
- Library of Congress Control Number: sh00001862
- Nationale Bibliotheek van Israël: 987007285545205171
- Virtual International Authority File: 315139306